# Die tollkühnen Männer in ihren fliegenden Kisten
Die tollkühnen Männer in ihren fliegenden Kisten (Originaltitel: Those Magnificent Men in Their Flying Machines or How I Flew from London to Paris in 25 Hours 11 Minutes) ist ein Spielfilm, der 1965 vom britischen Regisseur Ken Annakin überwiegend an Original-Schauplätzen an der englischen und der französischen Ärmelkanal-Küste gedreht wurde.

## Handlung
Lord Rawnsley, Herausgeber einer englischen Zeitung, wird im Jahr 1910 während der Zeit der ersten Flugversuche zur Steigerung der Auflage seiner Zeitung der Vorschlag gemacht, den Beweis für die englische Überlegenheit auch in der Luft durch einen Wettflug von London nach Paris zu erbringen. Nach einer internationalen Ausschreibung nehmen an dem Wettflug mehr oder weniger erfahrene Flieger aus diversen Ländern teil. Erwartet wird natürlich, dass der englische Teilnehmer – der (seiner Ansicht nach) Verlobte der Tochter des Lords – den Wettflug gewinnt.
Unter den Teilnehmern befinden sich der preußische Oberst Manfred von Holstein („Es gibt nichts, was ein deutscher Offizier nicht kann!“), der für seinen durch einen Konkurrenten mit einem Abführmittel außer Gefecht gesetzten Hauptmann Rumpelstoß einspringen muss, der Amerikaner Orville Newton, der mit seinem letzten Dollar in der Tasche anreist und sich prompt in die Tochter des Lords verguckt, der reiche Italiener Graf Emilio Ponticelli, der die Flugzeuge schneller zu Bruch fliegt, als sein leicht verrückter Konstrukteur Harry Popperwell mit der Herstellung ungewöhnlicher Flugzeugtypen hinterherkommt, der Franzose Pierre Dubois, der sich bei jedem Zwischenstopp einer neuen, seltsamerweise aber immer wieder gleich aussehenden weiblichen Schönheit gegenübersieht, der Japaner Yamamoto, dessen Flugzeug aus sehr verschiedenen europäischen Flugzeugtypen zusammengesetzt ist (Anspielung auf das Kopieren europäischer Erzeugnisse durch die japanische Nachkriegsindustrie), und der als Ehrenrettung für die Briten startende Offizier Richard Mays, der die US-amerikanischen Annäherungsversuche gegenüber der Tochter des Lords überhaupt nicht ausstehen kann. Allerdings nimmt auch der intrigante Sir Percy Ware-Armitage an dem Wettflug teil, der versucht, durch Sabotage alle anderen Teilnehmer aus dem Rennen zu werfen.
Tatsächlich gewinnt der Engländer Richard Mays den Wettflug aber nur, weil der US-Amerikaner seinen Flug verzögert, um dem italienischen Grafen aus einer Notlage zu helfen. Als fairer Sportsmann teilt der Engländer den Geldpreis und gibt auch noch seine Angebetete ab – ein Happy End, bei dem sechs moderne Düsenjäger einen Kontrast setzen.

## Trivia und Auszeichnungen
- Der Film beginnt mit einer animierten Eingangssequenz und einem gesungenen Ohrwurm-Titel, komponiert von Ron Goodwin (bekannt auch für die Musik zu den Miss-Marple-Filmen mit Margaret Rutherford). Die deutsche Fassung Richt’ge Männer wie wir sang der Botho-Lucas-Chor.
Nach einer Schwarzweiß-Einleitung, in der die bisherige Geschichte der Eroberung des Luftraums im typischen Stil der Stummfilm-Ära mit kleinem Bildformat amüsant verarbeitet wird, öffnet sich der Leinwandvorhang zur ganzen Breite des Todd-AO-Filmformats, und der Film wird in Farbe fortgesetzt.
- In komischen Nebenrollen wirken der Amerikaner Red Skelton als Flugpionier in verschiedenen Zeitepochen (u. a. als Neandertaler in der Eingangssequenz und als wartender Passagier am Ende des Films) und der Brite Benny Hill als Feuerwehrmann Perkins mit, der ständig abgestürzte Flieger aus stinkenden Abwasserbecken, den Rieselfeldern (im englischen Original: sewage farms), bergen muss.
- Für den Film wurden funktionsfähige Nachbauten von tatsächlich einmal existierenden Ein- und Doppeldecker-Flugzeugen verwendet, die von Stunt-Piloten geflogen wurden. Das kleine Flugzeug des Franzosen Dubois, eine Demoiselle-Replik, wurde von der Stunt-Pilotin Joan Hughes geflogen, da Männer für die Maschine zu schwer gewesen wären.

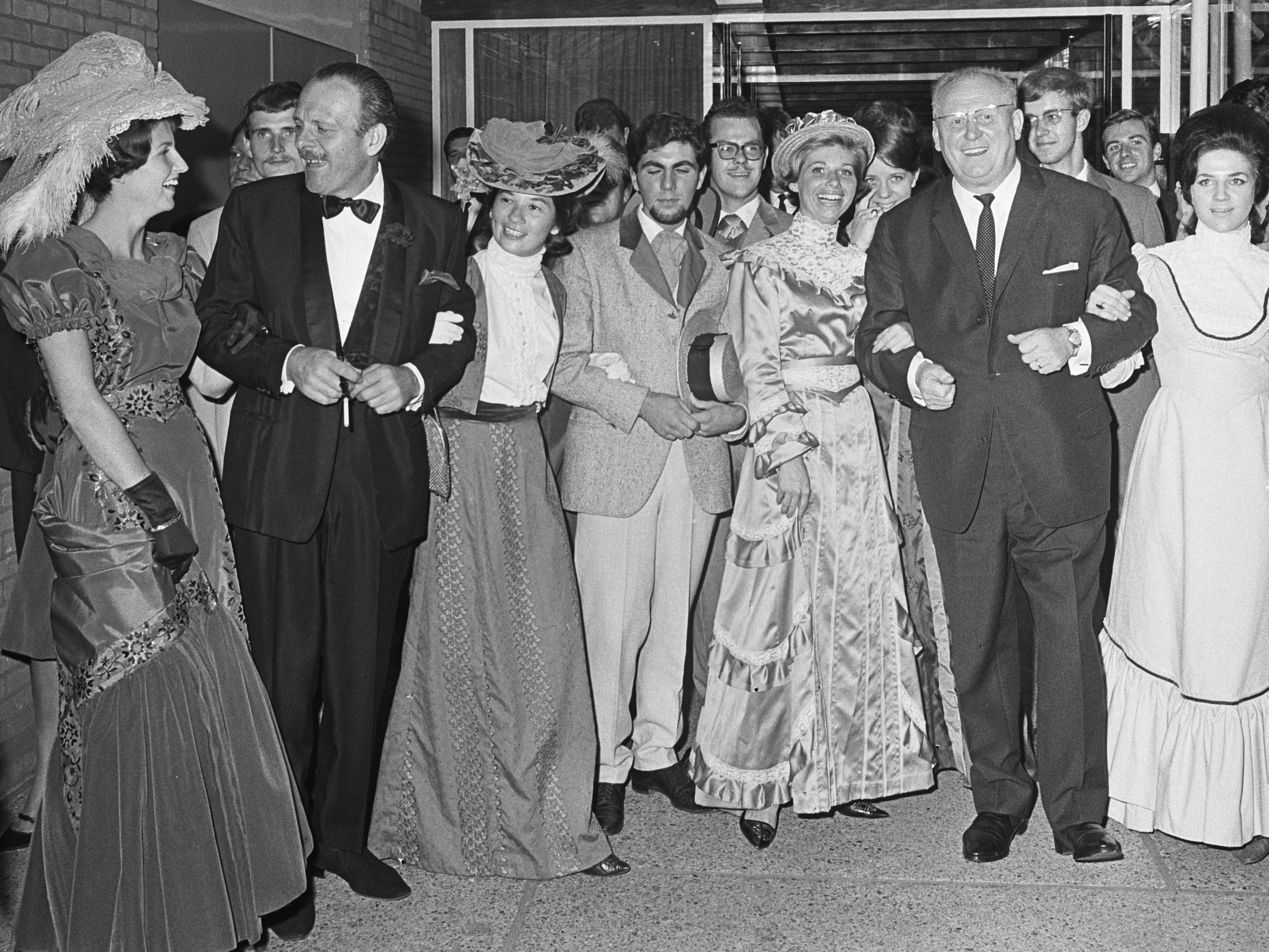
Terry-Thomas und Gert Fröbe bei der Filmpremiere

- Das Filmdrehbuch war 1966 für einen Oscar nominiert, der Film erhielt den Britischen Filmpreis für die besten Kostüme und außerdem je eine Nominierung für Kameraarbeit und Farbgestaltung. Bei den Golden Globes gab es Nominierungen für den Film als „beste Filmkomödie“, für Alberto Sordi als „bester Schauspieler in einer Komödie“ und für James Fox als „meistversprechender Neuling“.
- Der Erfolg des eigenen Films sowie der ebenfalls 1965 gedrehten US-Produktion Das große Rennen rund um die Welt (Alternativtitel Die tollen Renner in ihren knatternden Kisten) bewog Regisseur Ken Annakin dazu, einen weiteren „Renn-Film“ zu drehen, mit historischen Automodellen und Akteuren beider Filme. Im Original spielte er mit dem Titel Those Daring Young Men in Their Jaunty Jalopies auf den vorliegenden Film an, kam aber auch unter dem Titel Monte Carlo or Bust 1969 in die Kinos. Der deutsche Titel lautete Monte Carlo Rallye.
- Gert Fröbe steuerte einige Gags und Witze aus seinen Erfahrungen beim Militär zum Film bei. So stammt der Gag der „Heeresdienstanweisung zur Bedienung eines Flugzeugs“ (Zitat: „Nummer 1: Hinsetzen!“) ebenso von ihm wie auch die Idee zur Filmmusik. Goldfinger und Die tollkühnen Männer … wurden nämlich fast gleichzeitig in nebeneinander liegenden Studios in London gedreht. Fröbe überraschte die Goldfinger-Crew eines Tages mit einem Auftritt in „voller Montur“. Dabei imitierte er einen Militärmarsch; Komponist Ron Goodwin, der ebenfalls im Studio war, notierte sich das Thema.
- Der Kleinkrieg zwischen v. Holstein und Dubois spiegelt einerseits die politischen Spannungen zwischen Frankreich und dem kaiserlichen Deutschland seit dem Ende des Deutsch-Französischen Kriegs wider, die sich schließlich in zwei Weltkriegen erneut entluden, anderseits auch den damals aktuellen Ost-West-Konflikt. So karikiert der Film auch den Wettlauf ins All, bei dem in den USA die konkurrierenden Teilstreitkräfte Air Force, Army und Navy angesichts des Sputnikschocks mit ihren Raketen teils ähnlich unbeholfene Startversuche unternahmen wie ein halbes Jahrhundert zuvor die ersten Flugapparate. So hob 1957 im Vanguard-Projekt die TV3-Rakete nur einen Meter hoch ab, sank dann zurück und explodierte, was zu spöttischen Begriffen wie Kaputnik führte und zur Gründung der zivilen NASA, die auch deutsche Raketenforscher beschäftigte.
- Auf Fröbes Mitwirkung im Film spielte das von Christian Bruhn komponierte, von Fred Weyrich getextete sowie produzierte und von Fröbe selbst eingesungene Lied „Die Veteranen mit ihren Fahnen“ an, das 1980 zusammen mit „Laß doch mal Dampf ab“ als Single veröffentlicht wurde. Im Text heißt es: „Und ich, wer fragt da noch, wer bist'n? / Einer der Männer mit den fliegenden Kisten!“

## Kritiken
„Eine Vielzahl zwar dem Klischee verpflichteter, doch amüsant in Szene gesetzter Karikaturen nationaler Eigenheiten dient als Anlass für eine trickreiche Folge von Gags.“

„In den turbulenten Stellen mit den klapprigen Flugapparaten recht nett und flott, in der eigentlichen Story ungeschickt. Alles in allem: Annehmbarer Spaß.“

## Film-Zitate
- Oberst von Holstein (in der Bedienungsanleitung lesend): „Nummer 1: Hinsetzen!“
- Oberst von Holstein (mehrfach im Film): „Es gibt nichts, was ein deutscher Offizier (im Original „German officer“) nicht kann!“
- Oberst von Holstein (in einer Szene am Strand): „Rumpelstoß, jetzt wollen wir tauchen!“
- Hauptmann Rumpelstoß (nachdem ihm befohlen worden ist, während des Wettfluges die deutsche Flugmaschine zu steuern, obwohl er noch nie geflogen ist): „Wie soll ich denn fliegen lernen?“ – Darauf der Oberst: „Ganz einfach: Lesen Sie die Dienstvorschrift und dann fliegen Sie!“
- Graf Ponticelli: „Ich gehe nach England, so wie Julius Caesar!“
- Lord Rawnsley: „Das Schlimme an diesen internationalen Treffen ist, dass immer Ausländer dabei sind.“
- Auf die Bemerkung von Lord Rawnsley, „Wenn Gott gewollt hätte, dass ich fliege, so hätte er mir Flügel gegeben“, antwortet seine Tochter Patricia: „Aber Papa, du fährst doch auch mit der Eisenbahn, obschon du keine Räder hast!“

## Flugzeuge

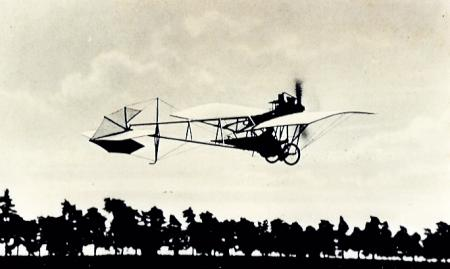
Santos-Dumont Demoiselle

- Der Amerikaner Orville Newton will Paris in einer Bristol Boxkite (The Phoenix Flyer) erreichen. Interessanterweise hatte dieses Flugzeug erst im Juli 1910 seinen Jungfernflug; die Zeit, um nach England zu kommen, wäre also extrem knapp gewesen, allerdings gab es einen Vorgänger, den Farman Boxkite.
- Beim Flugzeugtyp des französischen Piloten Pierre Dubois handelt es sich um eine Demoiselle des brasilianischen Luftfahrtpioniers Alberto Santos Dumont.
- Richard Mays bestreitet das große Rennen in einer Antoinette IV des französischen Konstrukteurs Levavasseur, die im Film mit einem Vierzylinder-Motor ausgestattet ist. Das Original wurde jedoch von einem Antoinette-Achtzylindermotor angetrieben.
- Sir Percy tritt in einem AVRO Triplane an.
- Beim Flugzeug, das der Italiener Ponticelli im Rennen verwendet, handelt es sich um eine Vickers 22 Monoplane,[2] die sehr große Ähnlichkeit mit der sehr populären Blériot XI hatte. Außerdem testet er noch eine Philips Multiplane,[3] eine Passat Ornithopter und eine Lee-Richards Annular Monoplane.[4]
- Als einziges Flugzeug mit einer „Doppelrolle“ tritt die Eardley Billing Tractor Biplane[5] auf, einmal als Maschine des deutschen Oberst von Holstein, das andere Mal in asiatischer Anmutung als Flugzeug des Japaners Yamamoto.
- Der Film endet mit einem Überflug einer Staffel von Düsenjägern des Typs English Electric Lightning.

## Medien

### Video
Der Film war lange auf Deutsch nur als VHS-Video erschienen. Durch die Verwendung des 4:3-Vollbild-Formates (Fernsehformat) ist dabei ein Großteil des Filmbildes nicht zu sehen. Insbesondere im Vorspann mit dem „Aufgehen des Vorhanges“ zum Todd-AO-Bild wird damit auch ein wichtiger inszenatorischer Punkt unterschlagen. Aus dem ursprünglichen Vierkanal-Stereoton der 35-mm-Filmfassung und dem Sechskanal-Stereoton der 70-mm-Filmfassung wurde für die VHS-Version der Ton auch nur in Mono verwendet.

### Filmmusik
- Die deutsche Version des Titelliedes („Richt’ge Männer wie wir“) ist auf der CD Botho-Lucas-Chor – Made In Germany bei EMI Electrola, EAN 094636344423, erschienen.

Nachdem im Erscheinungsjahr 1965 die Originalfilmmusik in mehreren Ländern auf Vinyl-Langspielplatte und in Frankreich auch eine EP-Single mit vier Titeln erschienen war, brachte die Firma Intrada 2011 die Musik auf einer limitierten 2-CD-Ausgabe heraus. Die Musik dieser Ausgabe liegt in Stereo vor, während auf den anderen Tonträgern von der Musik nur wenige Titel in Stereo veröffentlicht worden sind, darunter die von Komponist Ron Goodwin auch auf anderen CDs veröffentlichte Zwischenmusik, die in der Pause zwischen dem ersten und zweiten Teil zur Aufführung kommt (siehe Intermission).

### Roman
- John Burke: Die Luft hat keine Balken. Heyne, München 1966 (Roman zum Film)